# Petrophila sinitalis
Petrophila sinitalis là một loài bướm đêm trong họ Crambidae.